# پیک‌نیک پان‌اروپایی
پیک‌نیک پان‌اروپایی تظاهرات صلحی در ۱۹ اوت ۱۹۸۹ در مرز اتریش و مجارستان در نزدیکی شهر شوپرون بود که تحت حمایت اتو فن هابسبورگ و ایمره پوژگایی، وزیر مشاور وقت مجارستان سازماندهی شد و صدها شهروند آلمان شرقی با گذر از پرده آهنین به اتریش ورود کردند. فروپاشی بلوک شرق، اتحاد دوباره آلمان، خاتمهٔ پیمان ورشو و جنگ سرد در ادامهٔ این تظاهرات به وقوع پیوستند.

## پیش‌زمینه
تقسیم ایدئولوژیک و اقتصادی اروپا که پس از جنگ جهانی دوم ایجاد شد، به‌شکل انزوای جغرافیایی و با وخامت جنگ سرد بروز یافت. این انزوا با بستن مرزها اتفاق افتاد و به تدریج از نیمه دوم دهه ۱۹۴۰ مرزهای غربی بلوک شرق در مناطق تحت نفوذ شوروی بسته شد. در تابستان ۱۹۸۹ گردشگران آلمان شرقی بسیاری به تمامی سفارت‌خانه‌های آلمان غربی درخواست پناهندگی می‌کردند؛ پذیرش پناهندگی به لحاظ سیاسی از سوی آلمان غربی مورد وثوق نبود. اما مجارستان که از پذیرفتن پناهندگی سرباز می‌زد، در عین حال از بازگردانی آنان نیز امتناع می‌کرد. با ایجاد بحران‌های دیپلماتیک و سیاست بین‌الملل، گفتگوهایی نیز بین برلین، بوداپست و بن در سطح امنیت ملی شکل گرفت ولی هیچ‌کدام نتیجه‌بخش نبود.
در جلسه ۲۸ فوریه ۱۹۸۹، کمیته سیاسی حزب کارگری سوسیالیست مجاری لغو حصار الکتریکی را پذیرفت. در ۳ مارس ۱۹۸۹، در طی یک نشست دوجانبه، نخست‌وزیر میکلوش نمت در مورد تمایل مجارستان برای برچیدن پرده آهنین و سیستم سیگنال‌دهی الکتریکی ساخت ۱۹۶۵ تا ۱۹۷۱ به طول ۲۴۶ کیلومتر در مرز اتریش با گورباچف صحبت کرد.

## رویداد
در ۱۵ اوت ۱۹۸۹، در استودیوی مونیخ رادیو اروپای آزاد، که از آلمان شرقی قابل دریافت بود، فراخوان پیک‌نیک در برنامهٔ اخبار مجارستان اعلام شد. زمان: روز شنبه ۱۹ اوت، ساعت ۳ بعد از ظهر؛ مکان: در محل نوار مرزی بین شوپرون‌کوهیدا و شوپرون‌پوستا؛ مسیر: از جاده منتهی به فرتوراکوش که از مرکز شهر شوپرون با وسایل نقلیه قابل دسترس بود.
در سحرگاه ۱۹ اوت، اردوگاه پناهندگان آلمان شرقی در بوداپست خالی شد و آنان بدون مدارک معتبر بعد از ظهر در مرز تجمع کردند تا از رویداد پیک‌نیک برای عبور از مرز استفاده کردند. مرزبانان مسلح در حال انجام وظیفه، استثنائاً انسانیت را بالاتر از خدمت قرار دادند. در ۴ سپتامبر، تظاهرات گسترده‌ای در لایپزیگ آغاز شد. در ۱۰ سپتامبر، دیولا هورن، وزیر امورخارجه مجارستان در برنامهٔ تلویزیونی اعلام کرد، شهروندان جمهوری آلمان می‌توانند با سند مسافرتی خود به کشوری که آنها را می‌پذیرد، بروند؛ درست پس از اعلام این خبر، هزاران پناهندهٔ آلمان شرقی در نیمه شب مجارستان را در گذرگاه مرزی هِدیِش‌هالوم ترک کردند. رهبران سیاسی مجارستان بدون مشورت با رهبران آلمان شرقی تصمیم خود را اتخاذ کرد. در ۳۰ سپتامبر ۱۹۸۹، شهروندانی از آلمان شرقی نیز از طریق سفارت آلمان غربی در ورشو موفق به دریافت پناهندگی و سفر به غرب شدند.
اریش هونکر، رهبر جمهوری دموکراتیک آلمان، که با این رویداد موافق نبود، در مصاحبه با دیلی میرور، اتو فن هابسبورگ را مسئول موج پناهندگی معرفی کرد. پس از پیک‌نیک، میکلوش نمت با حفظ ظاهرِ محافظت از مرز کوشید تا از اتخاذ اقدامات متقابل غیرمنتظره و درخواست ناامیدانه هونکر برای بسیج نیروهای پیمان ورشو جلوگیری کند. با این حال روشن بود که شوروی در چنین موردی مداخله نخواهد کرد؛ این موضوع مربوط به آلمان و مجارستان بود و آنان نمی‌خواستند در این مورد موضعی اتخاذ کند.

## نگارخانه

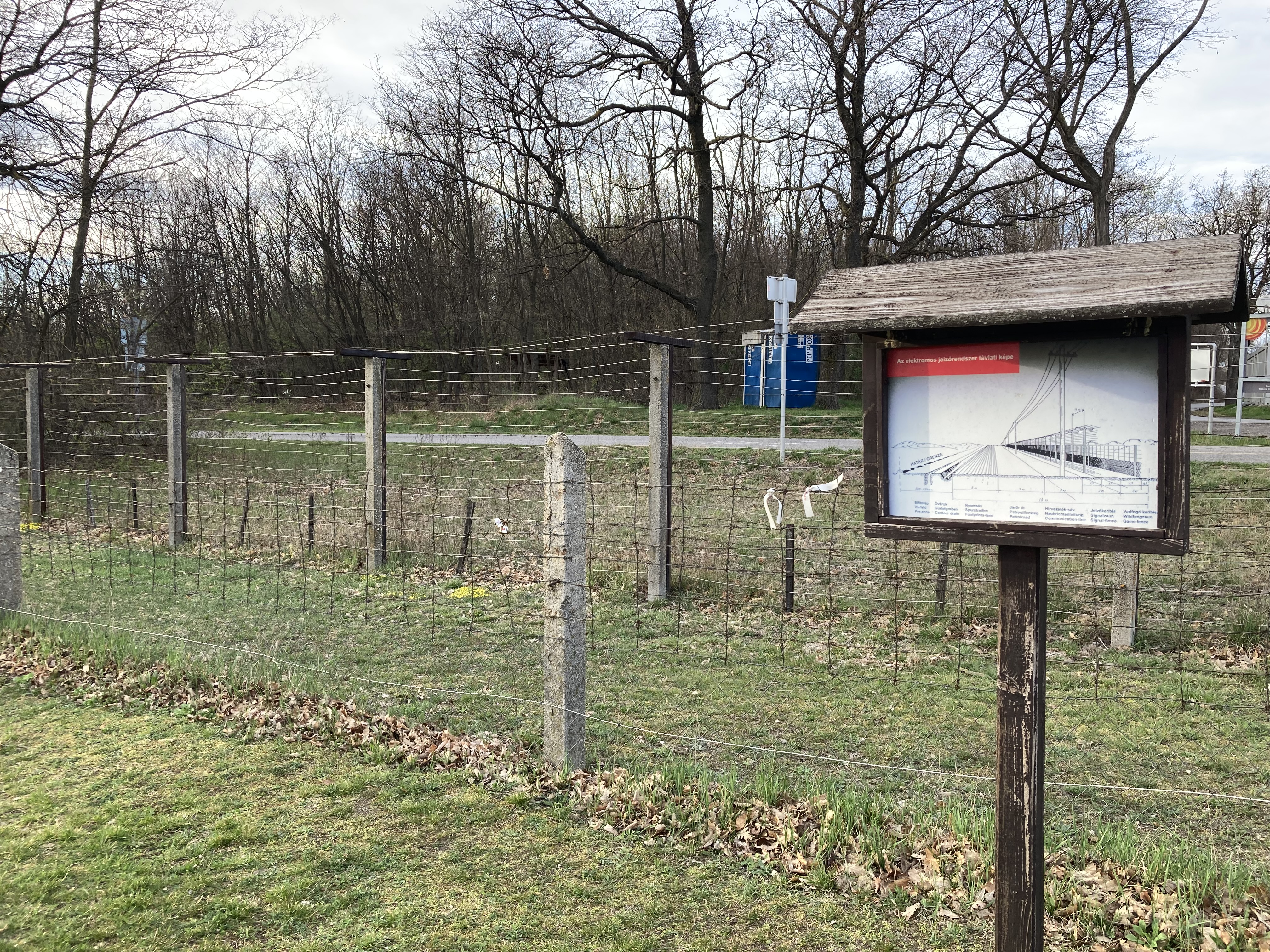
پردهٔ آهنین، حصار مرزی بین اتریش و مجارستان در پارک یادبود پیک‌نیک پان‌اروپایی
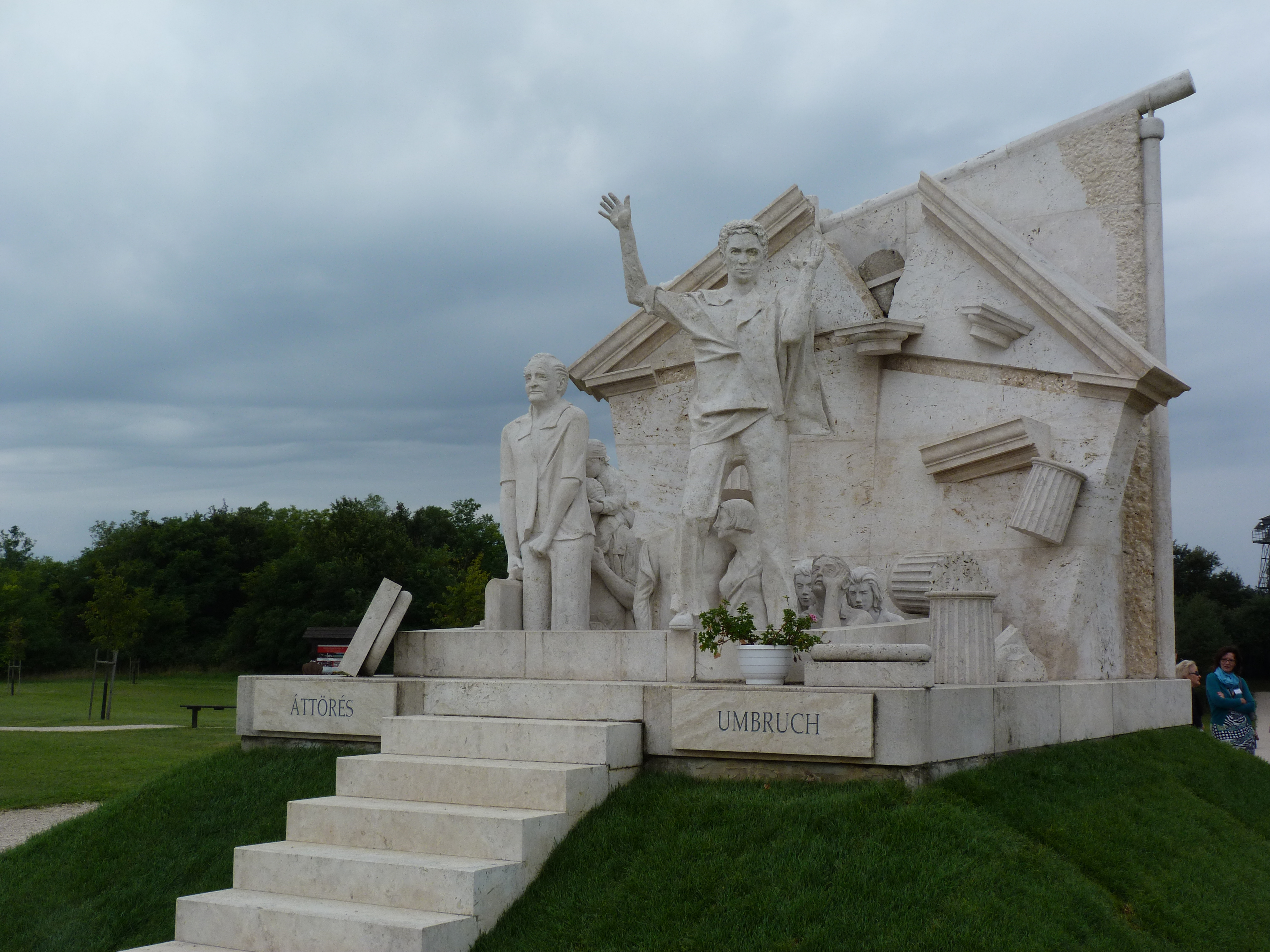
حصارشکنی (Umbruch) کاری از میکلوش مِلوکو، پارک یادبود
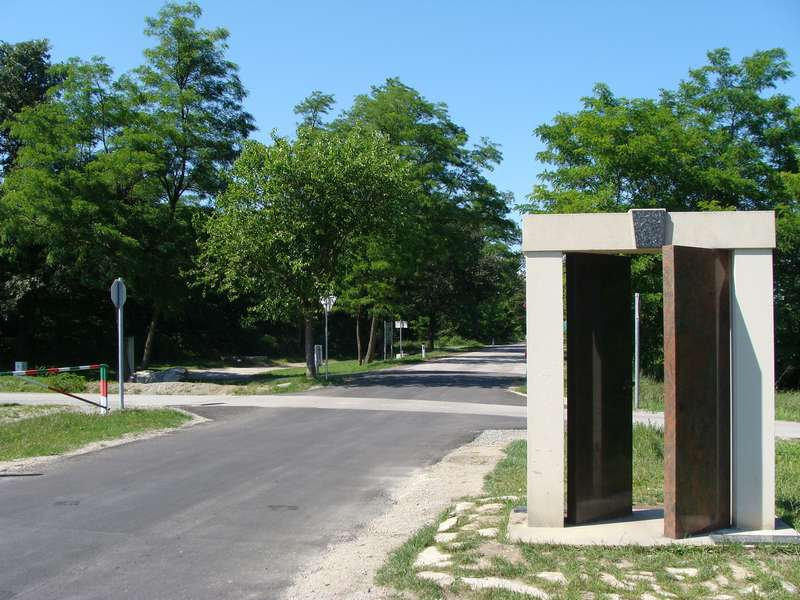
گذرگاه مرزی در مجموعهٔ پارک
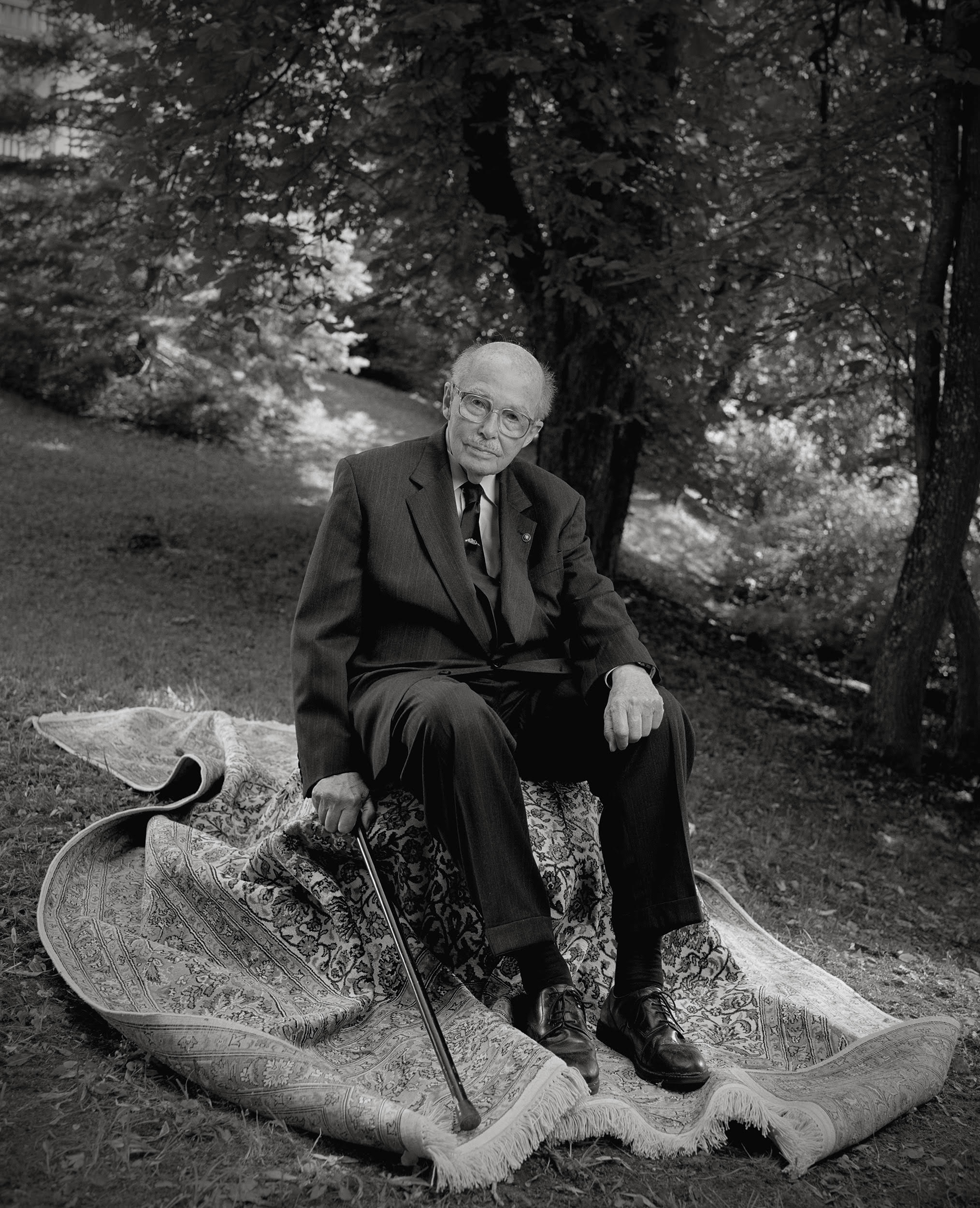
اتو فُن هابسبورگ، فرد کلیدی در سازماندهی رویداد
پرده آهنین